# The Big Swallow
The Big Swallow, známý také pod názvem A Photographic Contortion, je britský němý film z roku 1901. Režisérem je James Williamson (1855–1933). Film trvá zhruba jednu minutu a premiéru měl 15. října 1901.
Muž ve filmu je profesionální herec Sam Dalton, který se objevil v několika Williamsonových filmech.

## Děj
Pán s kloboukem a holí dává svými gesty najevo nevoli z natáčení. Postupně se přibližuje ke kameře, až jsou vidět jen jeho ústa. Ty otevře a pohltí jimi zděšeného kameramana s jeho přístrojem. Na závěr se opět ukáže tvář spokojeně přežvykujícího muže, který se na samý konec ďábelsky usměje.